# Euxestocis satoi
Euxestocis satoi là một loài bọ cánh cứng trong họ Ciidae. Loài này được Kawanabe miêu tả khoa học năm 2003.